# Зелёный павлин
Зелёный павли́н (Pavo muticus Linnaeus, 1766) — один из двух видов азиатских павлинов, обитающий в Юго-Восточной Азии.
Голос самца зелёного павлина менее громкий и резкий, чем у обыкновенного павлина.

## Внешний вид
В отличие от обыкновенного павлина, зелёный значительно крупнее и окрашен ярче, имеет оперение с металлическим отливом и более длинные ноги, шею и хохолок на голове.
Длина самца 180—300 см, крылья 46—54 см, хвост 40—47 см, шлейф 140—160 см. Весит до 5 кг.
Голова и верхняя часть шеи коричневато-зелёные. Хохол состоит из перьев с более широкими опахалами. Окологлазная область голубовато-серого цвета.
Перья нижней части шеи зелёные с золотисто-зелёной каймой и имеют чешуйчатый рисунок, грудь и верх спины синевато-зелёные с красноватыми и жёлтыми пятнами; низ спины медно-бронзовый с коричневыми отметинами, плечи и крылья тёмно-зелёные, маховые перья бурые с черными и серыми пятнами на наружной стороне опахала.
Рулевые перья светло-каштановые, а сильно удлинённые кроющие такие же яркие и схожие по окраске, как у обыкновенного павлина, но с металлическим медно-красным оттенком. Клюв чёрный, ноги серые.
Самка по окраске мало отличается от самца, но меньше по размерам.

## Распространение
Обитает в дикой природе на высоте до 900 м на Яве, в Индокитае, северо-восточной Индии, Бангладеш, Мьянме, западной Малайзии, Таиланде и южном Китае.
В неволе в Европе и Америке до XX века не разводился.

## Степень угрозы существованию
Значительно уступает по численности обыкновенному павлину. Во второй половине XX века ареал и численность вида значительно сократились. Современный статус вида, по классификации BirdLife International Архивная копия от 6 сентября 2015 на Wayback Machine и Международного союза консервации природы (IUCN), определяется как «вымирающий» (endangered).

## Классификация
В зависимости от географического распространения и вариации окраски оперения различают три подвида P. muticus:
- Pavo muticus imperator Delacour 1949 — индокитайский зелёный павлин.
- Pavo muticus muticus Linnaeus 1766 — яванский зелёный павлин.
- Pavo muticus spicifer Shaw 1804 — бирманский зелёный павлин.

## Национальный символ
Начиная с 1940 года бирманский подвид яванского павлина (P. m. spicifer) является национальным символом Мьянмы (вторая национальная птица в мире; первая — белоголовый орлан, национальный символ США с 1782 года).
- Зелёный павлин в Животном Царстве[англ.] Диснея
(Флорида, США)
- Видео (там же)
- Бирманский подвид зелёного павлина — национальный символ Мьянмы

## Генетика
Кариотип: 76 хромосом (2n).
Молекулярная генетика
- Депонированные нуклеотидные последовательности в базе данных EntrezNucleotide, GenBank, NCBI, США: 80 (по состоянию на 19 февраля 2015).
- Депонированные последовательности белков в базе данных EntrezProtein, GenBank, NCBI, США: 52 (по состоянию на 19 февраля 2015).